# Championnats du monde de ski alpin 2015
Navigation
Édition précédente Édition suivante
La 43e édition des championnats du monde de ski alpin a lieu du 3 au 15 février 2015 dans les stations américaines de Vail et Beaver Creek aux États-Unis. Ce sont les 3e championnats du monde de ski alpin organisés par Vail après 1989 et 1999. En 1989, toutes les épreuves avaient lieu à Vail[Information douteuse] alors qu'en 1999, 7 épreuves se déroulaient dans la station et 3 dans la station voisine de Beaver Creek.
La compétition dure 13 jours pendant lesquels se déroulent 11 épreuves : cinq épreuves individuelles masculines et féminines, et une épreuve par équipes mixtes.  Les dix épreuves individuelles ont lieu à Beaver Creek, les compétitions masculines se disputent sur la piste Birds of Prey (oiseaux de proie), qui accueille chaque hiver une étape de la coupe du monde de ski alpin alors que les compétitions féminines prennent place sur la piste Raptor (rapace), située à quelques mètres de la Birds of Prey et tracée spécialement pour l'évènement. L'épreuve par équipe, quant à elle, se dispute à Vail sur la piste Golden Peak (Sommet doré).
Avec neuf médailles dont cinq titres, l'Autriche sort grande gagnante de ces quarante-troisièmes championnats du monde de ski alpin. Chez les dames, la Slovène Tina Maze (gagnante de la descente et du super-combiné) et l'Autrichienne Anna Fenninger (première du super-G et du slalom géant) remportent chacune deux médailles d'or et une en argent, alors que l'Américaine Mikaela Shiffrin conserve son titre du slalom. Côté masculin, l'Autrichien Marcel Hirscher est le skieur le plus médaillé, avec deux titres (super-combiné et épreuve mixte par équipes avec l'Autriche) et une médaille d'argent (slalom géant). L'Américain Ted Ligety s'adjuge son cinquième titre mondial et le troisième consécutif en slalom géant après 2011 et 2013, ce qui constitue un exploit inédit. Le Français Jean-Baptiste Grange est pour la deuxième fois champion du monde de slalom, sous la neige, quatre ans après sa victoire aux Mondiaux de Garmisch-Partenkirchen. Les compétitions se déroulent devant un nombreux public et sous un grand soleil, sauf le dernier jour où la deuxième manche du slalom messieurs se dispute sous des trombes de neige.

## Sélection
Les trois finalistes étaient déjà candidats pour les Championnats 2013, qui ont été  attribués en 2008 à Schladming en Autriche.
| Villes              | Pays       | Votes | Anciens Championnats organisés |
| ------------------- | ---------- | ----- | ------------------------------ |
| Vail / Beaver Creek | États-Unis | 8     | 1989 (Vail seulement), 1999    |
| Cortina d'Ampezzo   | Italie     | 4     | 1932, Jeux olympiques 1956     |
| St. Moritz          | Suisse     | 3     | 1934, 1974, 2003               |

Lors du congrès d'Antalya, le 3 juin 2010, Vail obtient l'organisation de ces championnats, après trois échecs pour les éditions 2009, 2011, 2013.

## Programme
| Date        | Heure (UTC-7)   | Épreuve                            | Catégorie | Départ   | Arrivée | Dénivelé | Longueur |
| ----------- | --------------- | ---------------------------------- | --------- | -------- | ------- | -------- | -------- |
| Mardi 3     | 11 h 30         | Super-G                            | Dames     | 3 320 m* | 2 730 m | 590 m*   | 1 830 m* |
| Jeudi 5     | 11 h 30         | Super-G                            | Hommes    | 3 337 m  | 2 730 m | 671 m    | 1 879 m  |
| Vendredi 6  | 11 h 00         | Descente                           | Dames     | 3 440 m  | 2 730 m | 710 m    | 3 050 m  |
| Samedi 7    | 11 h 00         | Descente                           | Hommes    | 3 483 m  | 2 730 m | 753 m    | 2 623 m  |
| Dimanche 8  | 10 h 00         | Super-Combiné (Descente)           | Hommes    | 3 483 m  | 2 730 m | 753 m    | 2 623 m  |
| Dimanche 8  | 14 h 15         | Super-Combiné (Slalom)             | Hommes    | 2 935 m  | 2 724 m | 211 m    | 690 m    |
| Lundi 9     | 10 h 00         | Super-Combiné (Descente)           | Dames     | 3 440 m  | 2 730 m | 710 m    | 3 050 m  |
| Lundi 9     | 14 h 15         | Super-Combiné (Slalom)             | Dames     | 2 911 m  | 2 724 m | 182 m    | 640 m    |
| Mardi 10    | 14 h 15         | Par équipes                        | Mixte     | 2 606 m  | 2 515 m | 91 m     | 326 m    |
| Jeudi 12    | 10 h 15 14 h 15 | Slalom Géant (Manche 1 & Manche 2) | Dames     | 3 077 m  | 2 724 m | 353 m    | 1 305 m  |
| Vendredi 13 | 10 h 15 14 h 15 | Slalom Géant (Manche 1 & Manche 2) | Hommes    | 3 124 m  | 2 724 m | 400 m    | 1 490 m  |
| Samedi 14   | 10 h 00 14 h 15 | Slalom (Manche 1 & Manche 2)       | Dames     | 2 911 m  | 2 724 m | 187 m    | 640 m    |
| Dimanche 15 | 10 h 15 14 h 15 | Slalom (Manche 1 & Manche 2)       | Hommes    | 2 935 m  | 2 724 m | 211 m    | 690 m    |

Source : Vail 2015

## Tableau des médailles
| Rang  | Nation             | Or | Argent | Bronze | Total |
| ----- | ------------------ | -- | ------ | ------ | ----- |
| 1     | Autriche           | 5  | 3      | 1      | 9     |
| 2     | États-Unis         | 2  | 1      | 2      | 5     |
| 3     | Slovénie           | 2  | 1      | -      | 3     |
| 4     | France             | 1  | -      | 2      | 3     |
| -     | Suisse             | 1  | -      | 2      | 3     |
| 6     | Allemagne          | -  | 2      | 1      | 3     |
| 7     | Canada             | -  | 2      | -      | 2     |
| 8     | Suède              | -  | 1      | 2      | 3     |
| 9     | Norvège            | -  | 1      | -      | 1     |
| 10    | République tchèque | -  | -      | 1      | 1     |
| Total | Total              | 11 | 11     | 11     | 33    |

## Résultats

### Hommes
| Épreuves                          | Or                          | Argent                   | Bronze                     |
| --------------------------------- | --------------------------- | ------------------------ | -------------------------- |
| Descente résultats détaillés      | Patrick Küng Suisse         | Travis Ganong États-Unis | Beat Feuz Suisse           |
| Super G résultats détaillés       | Hannes Reichelt Autriche    | Dustin Cook Canada       | Adrien Théaux France       |
| Slalom Géant résultats détaillés  | Ted Ligety États-Unis       | Marcel Hirscher Autriche | Alexis Pinturault France   |
| Slalom résultats détaillés        | Jean-Baptiste Grange France | Fritz Dopfer Allemagne   | Felix Neureuther Allemagne |
| Super-Combiné résultats détaillés | Marcel Hirscher Autriche    | Kjetil Jansrud Norvège   | Ted Ligety États-Unis      |

### Femmes
| Épreuves                          | Or                          | Argent                        | Bronze                             |
| --------------------------------- | --------------------------- | ----------------------------- | ---------------------------------- |
| Descente résultats détaillés      | Tina Maze Slovénie          | Anna Fenninger Autriche       | Lara Gut Suisse                    |
| Super G résultats détaillés       | Anna Fenninger Autriche     | Tina Maze Slovénie            | Lindsey Vonn États-Unis            |
| Slalom Géant résultats détaillés  | Anna Fenninger Autriche     | Viktoria Rebensburg Allemagne | Jessica Lindell-Vikarby Suède      |
| Slalom résultats détaillés        | Mikaela Shiffrin États-Unis | Frida Hansdotter Suède        | Šárka Strachová République tchèque |
| Super combiné résultats détaillés | Tina Maze Slovénie          | Nicole Hosp Autriche          | Michaela Kirchgasser Autriche      |

### Mixte
| Épreuves                        | Or | Argent | Bronze |
| ------------------------------- | --- | --- | --- |
| Par équipes résultats détaillés | Autriche- Eva-Maria Brem - Nicole Hosp - Michaela Kirchgasser - Marcel Hirscher - Christoph Nösig - Philipp Schörghofer | Canada- Candace Crawford - Erin Mielzynski - Marie-Pier Préfontaine - Phil Brown - Trevor Philp - Erik Read | Suède- Sara Hector - Maria Pietilä-Holmner - Anna Swenn-Larsson - Mattias Hargin - Markus Larsson - André Myhrer |